# Сексуальна об'єктивація

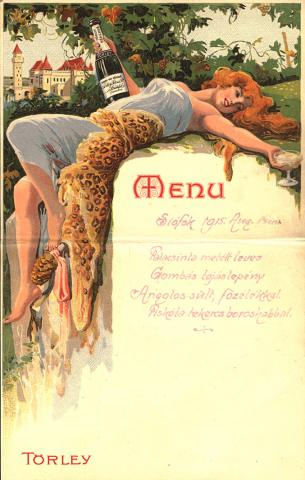
Зразок сексуальної об'єктивації жінки в меню спиртних напоїв

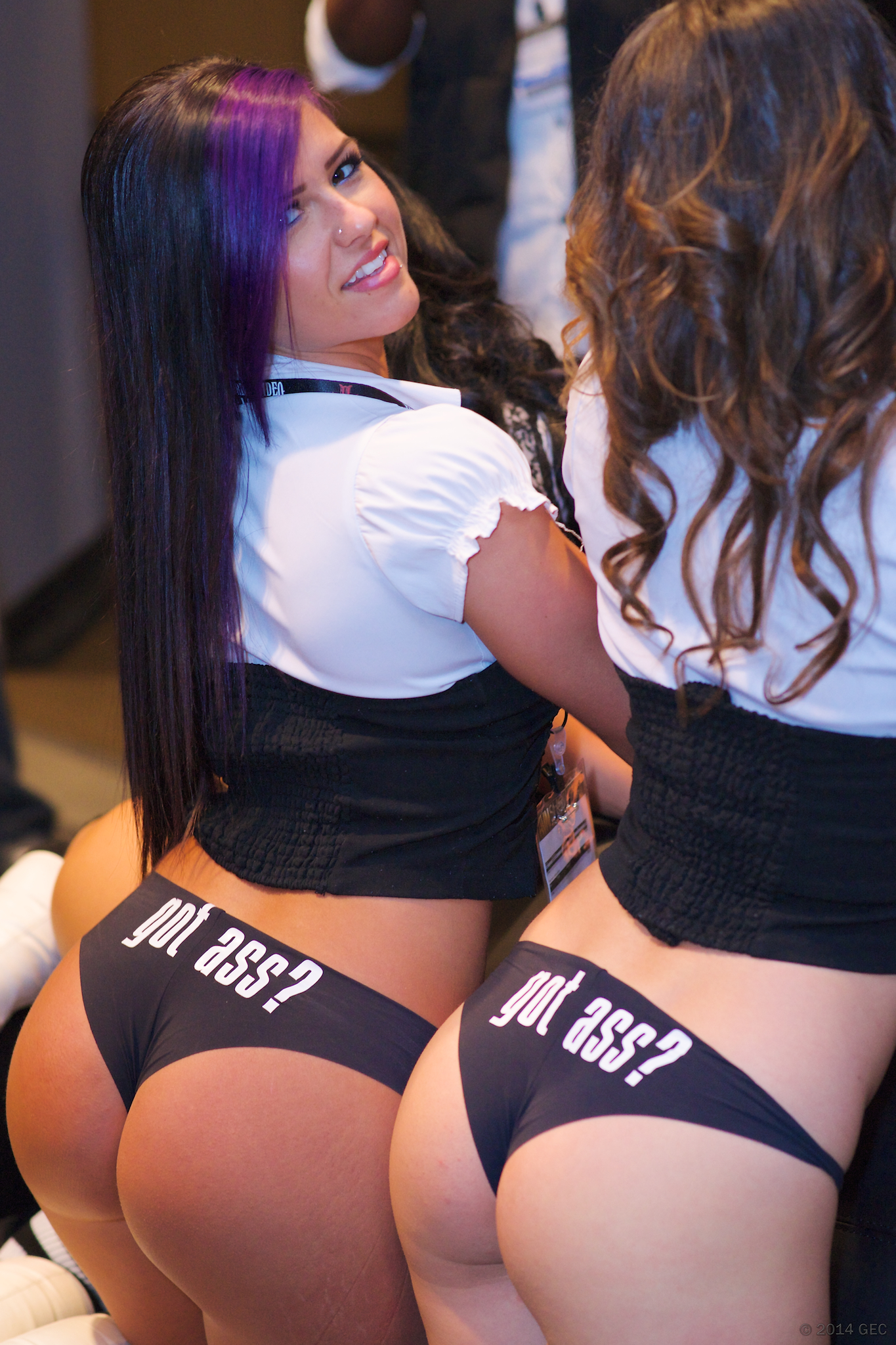
Моделі беруть участь в «Got ass?» — змаганні на кращі жіночі сідниці, на AVN Adult Entertainment Expo, Лас Вегас, 2014.

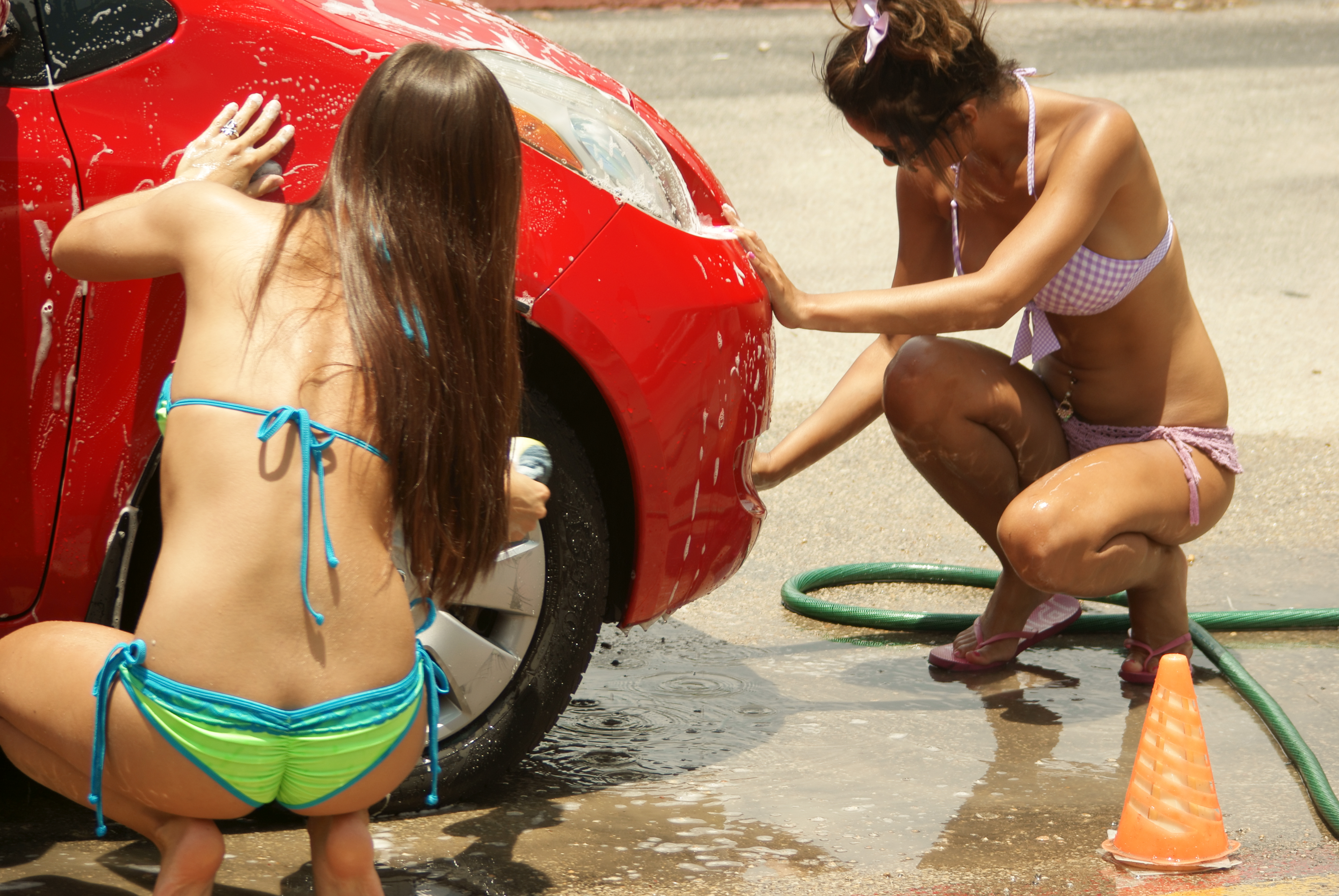
Офіціантки ресторану «Твін Пікс» в бікіні миють машину клієнта, Остін, США. «Твін Пікс» має скупо одягнутих офіціанток, тож є прикладом breastaurant.

Сексуа́льна об'єктива́ція (об'єктифіка́ція, урече́влення) — акт поводження з людиною виключно як з об'єктом статевого потягу. Ширше — ставлення до людини як до товару чи об'єкту без поваги до її особистості чи гідності. Найчастіше розглядається на рівні суспільства, але може стосуватись поведінки окремих осіб.
Поняття сексуальної об'єктивації та, зокрема, об'єктивації жінок, є важливою ідеєю в теорії фемінізму та похідних від фемінізму психологічних теоріях. Багато прихильників фемінізму вважають, що сексуальна об'єктивація відіграє важливу роль в підтриманні гендерної нерівності. Відповідно до проведених досліджень, психологічні наслідки об'єктивізації чоловіків подібні до аналогічних ефектів у жінок, що призводить, зокрема, до негативного сприйняття власного тіла серед представників чоловічої статі.
Концепція сексуальної об'єктивації залишається суперечливою темою, деякі дослідники стверджують, що принаймні певний ступінь об'єктивації є нормальною частиною людської сексуальності.

## Історія
Протести об'єктивації не є феноменом сучасності. За французького Просвітництва точились дебати, чи є жіночі груди просто чуттєвою звабою, чи скоріше подарунком природи. У п'єсі Alexandre Guillaume Mouslier de Moissy «Справжня мати» (La Vraie Mère) 1771 року головна героїня докоряє свого чоловіка за поводження з нею виключно як з об'єктом його сексуального вдовольняння: «Невже твій розум такий притуплений, щоб дивитись на ці груди — почтенні скарби природи — просто як на прикраси, приречені декорувати грудну клітку жінок?»
Питання сексуальної об'єктивації вперше були проблематизовані протягом 1970-х феміністичним рухом. Відтоді феномен різко зріс у всіх сферах життя та призвів до негативних наслідків для жінок, особливо в політичній сфері. При цьому остання формація феміністок третьої хвилі теж сприяла збільшенню об'єктивації, досліджуючи можливість використання жіночого тіла як способу влади.

## Поширеність та форми
Сексуальна об'єктивація жінок чоловіками тягне за собою бачення жінки й жіночого буття переважно і перш за все як об'єкта чоловічого статевого потягу, а не як цілісної особистості. Хоча точки зору на те, які ситуації є об'єктивуючими, різняться, феміністки  вбачають об'єктивацію жінок у:
- сексуально орієнтованих описах жінок в рекламі та медіа;
- жіночих образах «слабких та підкорюваних» у порнографії;
- мейнстрімних зображеннях у медіа, як-от реклама та мистецтво;
- стриптизі;
- проституції;
- нахабному естетичному чи сексуальному оцінюванні чи судінні чоловіками жінок у громадських просторах та подіях, таких як конкурси краси;
- приписуваній жінкам потреби у косметичній хірургії, особливо щодо збільшення грудей і пластики губ.[7]

Об'єктивація в медіа може ранжуватись від витончених та важкопомітних форм (таких як нестача головних жіночих персонажів), до вкрай виражених, як, наприклад, надзвичайно сексуалізовані діалоги та провокативне вбрання жінок на екрані.
Профеміністські культурні критики, такі як Robert Jensen та Sut Jhally, звинувачують масмедіа та рекламу у просуванні об'єктивації жінок для продажу товарів та послуг.

## Теорія об'єктивації
Теорія об'єктивації — це основа для розуміння переживань (досвідів) жінок у культурах, що сексуально об'єктивують їх. Її запропонували Барбара Фредріксон та Томі-Енн Робертс у 1997 році. Теорія не прагне довести існування об'єктивації, передбачаючи її в культурі. Стверджується, що через сексуальну об'єктивацію ззовні жінки вчаться засвоювати (інтерналізувати) погляд інших на своє тіло як основне уявлення про себе. Така інтерналізація називається самооб'єктивацією (self-objectification). Самооб'єктивація призводить до непропорційного збільшення звичного моніторингу (несвідомого автоматичного контролювання) власного тіла. Сприймаючи сторонні оцінки, жінки починають розглядати свої тіла як об'єкти окремо від своєї особистості. Результатами сексуальної об'єктивації внаслідок описаних процесів є:
- посилення почуття сорому,
- підвищене почуття тривожності,
- зниження піку мотиваційної сфери,
- зниження рівня інформованості про внутрішні стани тіла.

Сексуальна об'єктивація була вивчена на основі припущення про те, що дівчата і жінки розвивають свій основний образ фізичного Я зі спостережень інших (що можуть мати місце в медіа або через особистий досвід). Через суміш очікуваних і фактичних проявів зовнішності жінки соціалізуються таким чином, щоб об'єктивувати свої фізичні особливості з точки зору третьої особи, що і є самооб'єктивацією. Жінки і дівчатка розвивають очікувану фізичну зовнішність, ґрунтуючись на спостереженнях за іншими; і усвідомлюють, що інші, ймовірно, переживають те ж саме (спостерігуваність + спостерігання). Сексуальна об'єктивація і самооб'єктивація жінок впливають на соціальні гендерні ролі та сприяють нерівності між статями.

### Самооб'єктивація
Самооб'єктивація може зростати в ситуаціях, що підвищують усвідомлення власної зовнішності.:82 Так, присутність третьої особи-спостерігача посилює самооб'єктивацію. Внаслідок цього, коли людина знає, що інші дивляться або будуть на неї, вона більш схильна турбуватись про те, як проявляється фізично. Приклади присутності спостерігачів включають авдиторію, камеру чи іншого спостерігача, про якого знає спостерігувана.
Журналістка Арієль Леві стверджує, що західні жінки експлуатують власну сексуальність. Наприклад, носіння відкритого одягу і непристойна поведінка є поширенням жіночої об'єктивації через самооб'єктивацію. У той час, як деякі жінки бачать таку поведінку формою емпаверменту, Леві стверджує, що це призвело до ще більшого акценту на фізичному критерії (сексуалізації жіночого сприймання самоцінності), що Леві називає культурою вульгарності (англ. raunch aesthetics). Цей феномен розкривається в роботі «Female Chauvinist Pigs: Women and the Rise of Raunch Culture». Леві супроводжувала операторську групу відеосерій «Girls Gone Wild» і виснувала, що сучасна американськка сексуалізована культура не тільки об'єктивує жінок — вона заохочує жінок об'єктивувати себе. В культурі сьогодення, пише Леві, ідея жінки, що бере участь у змаганнях у мокрих футболках чи з комфортом дивиться відверте порно, стала символом феміністичної сили.

### Жінки, дівчатка та самооб'єктивація
Здебільшого теорія об'єктивації описує те, як впливають на жінок та дівчаток очікувані соціальні та гендерні ролі. Дослідження зазначають, що не всі жінки зазнають впливу однаково, — це залежить від анатомічних, ендокринних, генетичних особливостей жіночого тіла. Назагал жіночі тіла регулярно об'єктивуються та оцінюються з більшою частотою.:90–95 Самооб'єктивація в дівчаток формується з двох основних причин: інтерналізація традиційних стандартів краси (як системно трансльованих медіа, так і з будь-яких випадків сексуальної об'єктивації, з котрими вони можуть зіткнутися в повсякденному житті). Нерідко трапляється в жінок зміщення своєї тривоги, викликаної постійним переживанням об'єктивації, в нав'язливий самонагляд. Це, своєю чергою, може призводити до багатьох серйозних проблем у жінок та дівчат, включаючи «сором власного тіла, тривогу, негативні установки щодо менструації, порушення самосвідомості, депресію, сексуальну дисфункцію, розлади харчової поведінки (анорексія, булімія, психогенне переїдання та інші).»
Сексуальна об'єктивація відбувається, коли людина визначається за частинами її тіла, пов'язаними з сексом, чи сексуальною функцією. По суті людина позбавляється власної ідентичності і розпізнається виключно за фізичними характеристиками її тіла, до якоих зводиться все її особистісне наповнення. Призначенням такого розпізнавання є принести задоволення іншим або служити сексуальним об'єктом на користь суспільства. Сексуальна об'єктивація може проявлятись як соціальний конструкт поміж людьми.

## Наслідки
Феміністичні та психологічні дослідження свідчать, що сексуальна об'єктивація призводить до негативних психологічних наслідків, включаючи розлади харчової поведінки, депресії, сексуальні дисфункції, а також створює у жінок негативні образи себе (зниження самооцінки) через переконання, що їхні інтелект та професійні компетенції не визнаються і не будуть визнані суспільством. Також виявлено, що сексуальна об'єктивація жінок негативно впливає на їх продуктивність, впевненість і посадовий рівень на робочому місці. Як об'єктивація впливає на жінок та суспільство в цілому — тема академічних досліджень: з одного боку, розуміння дівчатами важливості демонстрації зовнішності в суспільстві може вкладатися в почуття страху, сорому та огиди під час переходу до жіночності; з іншого боку, молоді жінки є особливо чутливими до об'єктивації, оскільки саме їм систематично кажуть, що влада, повага та багатство можуть бути отримані завдяки зовнішнього вигляду.

### Сексуальне насильство
Прямі наслідки об'єктивації та самооб'єктивації стосуються сексуального насильства. Зґвалтування та сексуальні домагання є цьому прикладами. Doob (2012) констатує, що сексуальні домагання є одним з постійних випробувань, з котрими стикаються як жінки, так і чоловіки на робочому місці. Це може виражатися в сексуальних жартах чи коментарях, більшість з яких є принизливими.

### Психічні розлади
Теорія об'єктивації висуває прямі і непрямі наслідки сексуальної об'єктивації. Непрямі наслідки включають перебудову (у випадку дівчаток — створення) самосвідомості з позиції і в масштабах, що вимушують жінку до постійного перевіряння чи реорганізації її одягу чи зовнішності, аби впевнитись, що вона достатньо презентабельна. Дослідження вказують: теорія об'єктивації цінна для розуміння того, як повторювані візуальні зображення в медіа усуспільнюються (приймаються широким загалом) і перетворюються в психічні розлади, включаючи психологічні наслідки на індивідуальному та соціальному рівнях. Це включає надмірне самоусвідомлення, зростання тривоги щодо тіла, зростання ризиків для психічного здоров'я (депресії, анорексії, булімії, сексуальної дисфункції) та наростання сорому щодо тіла. У зв'язку з чим теорія була використана для досліджень множини залежних змінних, включно з розладами харчової поведінки, психічним здоров'ям, депресією, руховою активністю, образом тіла, ідеалізованим типом фігури, формуванням гендерних стереотипів, сексуальними відчуттями та сексуальною типізацією. Сором власного тіла є співпродуктом концепту ідеального типу фігури, перейнятого більшістю західних культур, що зображає худорляву, «подіумну» фігуру. Через таке інформаційне оточення жінки докладатимуть зусиль, покликаних змінити їхні тіла: таких, як незбалансовані дієти, виснажливі фізичні вправи, харчові розлади, косметична хірургія тощо. Об'єктивація негативно відбивається як на рівні тілесності, так і на взаємодії з іншими.

### Депресія
Теорія вивченої безпорадності стверджує, що, оскільки змінити тіло можна лише до певної межі, у людей розвиваються сором і тривога, створюючи почуття безпомічності у корекції своєї фізичної презентації та контролі того, як її сприймають інші. Ця нестача контролю часто призводить до депресії. Щодо нестачі мотивації теорія об'єктивації стверджує, що жінки мають менше контролю у відносинах і в робочому середовищі, тому що вони повинні залежати від оцінок інших, котрі, як правило, ґрунтують свої висновки на зовнішності жінок. Оскільки залежність від чужої оцінки обмежує здатність людини створювати власний позитивний досвід і мотивації, об'єктивація підвищує імовірність у неї депресії. Крім того, причиною, звісно, може бути сексуальна віктимізація. Особливо призливими є домагання на робочому місці. Харасмент, котрий щоденно переживається великою кількістю людей, може призводити до депресії.

## Альтернативні погляди на сексуальну об'єктивацію
У той час як поняття сексуальної об'єктивації є важливим в межах теорії фемінізму, ідеї про те, що сексуальна об'єктивація собою являє і які етичні наслідки такого уречевлення, широко варіюються. Низка феміністок, наприклад, Наомі Вульф, бачать поняття фізичної привабливості саме по собі проблематичним. Деякі радикальні феміністки виступають проти будь-яких оцінок сексуальної привабливості іншої людини, заснованих на фізичних характеристиках. Джон Столтенберг засуджує як неправомірне втілення будь-якої сексуальної фантазії, що передбачає візуалізацію жінки.
Радикальні феміністки вбачають в об'єктивації центральний чинник зведення жінок до того, що вони називають «пригнобленим статевим класом». Хоча деякі феміністки розглядають у суспільствах, що є патріархальними і, відповідно, об'єктивуючими, вплив масмедіа, більшість критики фокусується на порнографії, що грає виняткову роль у привчанні чоловіків об'єктивувати жінок.
Дехто з соціальних консерваторів перейняли аспекти феміністичної критики сексуальної об'єктивації. І все ж у їхніх оглядах зростання об'єктивації обох статей у західній культурі визначається безвідносно до патріархату, а навпаки, одним з негативних наслідків сексуального звільнення жінок. Консерватори, зокрема Венді Шаліт, відстоюють повернення до стандартів сексуальної етики, що передували сексуальній революції, і які Shalit описує «поверненням до скромності», в чому вбачає антидот до сексуальної об'єктивації.
Найбільш контроверсійні погляди піддають сумніву феміністичні аргументи про об'єктивацію жінок. Каміла Палья стверджує, що «зведення людей до сексуальних об'єктів — одна з спеціалізацій нашого виду.» На її думку, об'єктивація тісно пов'язана з (і можливо, навіть ідентична) вищою людською здатністю до концептуалізації та естетики. Лібертатна феміністка Венді Макелрой буквалізує, що надання жінкам статусу «сексуальних об'єктів» є безглуздим, тому що, «сексуальні об'єкти», взяті буквально, нічого не означають, бо неживі предмети не мають сексуальності. Вона продовжує, що жінки є тілами так само, як розумами і душами, і тому зосередження на одному аспекті не може «принижувати гідність». Проте ці виключення скоріше підтверджують, ніж розвінчують правило, вписуючись у риторику самооб'єктивації за сценарієм стокгольмського синдрому.

## Також
- Чоловічий погляд
- Мізогінія в масмедія
- Sexual repression[en]
- Об'єктивація, Дегуманізація, Порніфікація
- Культура зґвалтування
- Насильство проти жінок
- Зображення гендеру у відеоіграх
- Секс у рекламі

## Подальше читання
- Bartky, Sandra Lee (1990). Femininity and domination: studies in the phenomenology of oppression. New York: Routledge. ISBN 978-0-415-90186-4.
- Berger, John (1972). Ways of Seeing. London: BBC and Penguin Books. ISBN 0-563-12244-7 (BBC), ISBN 0-14-021631-6, ISBN 0-14-013515-4 (pbk).
- Bridges, Ana J.; Johnson, Jennifer A.; Dines, Gail; Condit, Deirdre M.; West, Carolyn M. (April 2015). Introducing Sexualization, Media & Society. Sexualization, Media, & Society. Sage. 1 (1): 487—515. doi:10.1177/2374623815588763.{{cite journal}}:  Обслуговування CS1: Сторінки зі значенням параметра postscript, що збігається зі стандартним значенням в обраному режимі (посилання)
- Brooks, Gary R. (1995). The centerfold syndrome: how men can overcome objectification and achieve intimacy with women. San Francisco: Jossey-Bass. ISBN 978-0-7879-0104-2.
- Coy, Maddy; Garner, Maria (November 2010). Glamour modelling and the marketing of self-sexualization: critical reflections. International Journal of Cultural Studies. Sage. 13 (6): 657—675. doi:10.1177/1367877910376576.{{cite journal}}:  Обслуговування CS1: Сторінки зі значенням параметра postscript, що збігається зі стандартним значенням в обраному режимі (посилання)
- Eames, Elizabeth R. (1976). Sexism and woman as sex object. Journal of Thought. Caddo Gap Press. 11 (2): 140—143. Архів оригіналу за 24 липня 2020. Процитовано 1 травня 2020.{{cite journal}}:  Обслуговування CS1: Сторінки зі значенням параметра postscript, що збігається зі стандартним значенням в обраному режимі (посилання) Preview. [Архівовано 10 серпня 2017 у Wayback Machine.] [Link Broken]
- Holroyd, Julia (2005). Sexual objectification: The unlikely alliance of feminism and Kant (PDF). Society for Applied Philosophy International Congress. Oxford, UK. Архів оригіналу (pdf) за 21 травня 2005. {{cite conference}}: Cite має пустий невідомий параметр: |df= (довідка); Недійсний |deadurl=bot: unknown (довідка) (conference paper)
- LeMoncheck, Linda (1985). Dehumanizing Women: Treating Persons as Sex Objects. New York: Rowman & Littlefield. ISBN 978-0-8476-7386-5.
- Nussbaum, Martha C. (October 1995). Objectification. Philosophy & Public Affairs. Wiley. 24 (4): 249—291. doi:10.1111/j.1088-4963.1995.tb00032.x. JSTOR 2961930.{{cite journal}}:  Обслуговування CS1: Сторінки зі значенням параметра postscript, що збігається зі стандартним значенням в обраному режимі (посилання)
- Papadaki, Evangelia (Lina) (August 2007). Sexual objectification: From Kant to contemporary feminism (PDF). Contemporary Political Theory. Palgrave Macmillan. 6 (3): 330—348. doi:10.1057/palgrave.cpt.9300282. Архів оригіналу (PDF) за 18 липня 2012. Процитовано 1 травня 2020.{{cite journal}}:  Обслуговування CS1: Сторінки зі значенням параметра postscript, що збігається зі стандартним значенням в обраному режимі (посилання)
- Parker, Kathleen (30 червня 2008). 'Save the males': Ho culture lights fuses, but confuses. Daily News. New York. Архів оригіналу за 2 липня 2008. Процитовано 27 травня 2018.
- Paul, Pamela (2005). Pornified: how pornography is transforming our lives, our relationships, and our families. New York: Times Books. ISBN 978-0-8050-8132-9.
- Mario Perniola, The Sex-appeal of the inorganic, translated by Massimo Verdicchio, London-New York, Continuum, 2004.
- Sharge, Laurie (April 2005). Exposing the fallacies of anti-porn feminism. Feminist Theory. Sage. 6 (1): 45—65. doi:10.1177/1464700105050226.{{cite journal}}:  Обслуговування CS1: Сторінки зі значенням параметра postscript, що збігається зі стандартним значенням в обраному режимі (посилання)
- Soble, Alan (2002). Pornography, Sex, and Feminism. Amherst, New York: Prometheus Books. ISBN 1-57392-944-1.